# Dissochaeta viminalis
Dissochaeta viminalis är en tvåhjärtbladig växtart som först beskrevs av William Jack, och fick sitt nu gällande namn av Gudrun Clausing. Dissochaeta viminalis ingår i släktet Dissochaeta och familjen Melastomataceae. Inga underarter finns listade i Catalogue of Life.